# Stenogyne purpurea
Stenogyne purpurea är en kransblommig växtart som beskrevs av Horace Mann. Stenogyne purpurea ingår i släktet Stenogyne och familjen kransblommiga växter. Inga underarter finns listade i Catalogue of Life.